# Nothorestias badia
Nothorestias badia är en insektsart som beskrevs av Frederick Arthur Godfrey Muir 1917. Nothorestias badia ingår i släktet Nothorestias och familjen sporrstritar. Inga underarter finns listade i Catalogue of Life.